# Catanduva
Catanduva – miasto i gmina w Brazylii, w stanie São Paulo. Znajduje się w mezoregionie São José do Rio Preto i mikroregionie Catanduva.
W mieście mają siedzibę kluby piłkarskie Grêmio Catanduvense i Catanduva FC.